# Le Retour de l'abominable Docteur Phibes
Pour plus de détails, voir Fiche technique et Distribution.
Le Retour de l'abominable Docteur Phibes (Dr. Phibes Rises Again) est un film américano-britannique réalisé par Robert Fuest, sorti en 1972.

## Synopsis
Une décennie s'est passée depuis les terribles évènements qui ont fait la sinistre réputation du Docteur Phibes. Aujourd'hui, l'abominable Docteur fait route vers l'Égypte en compagnie du corps de sa défunte épouse. Pour ramener sa femme à la vie grâce aux invocations spirituelles, Phibes se met une nouvelle fois à répandre le sang...

## Fiche technique
- Titre : Le Retour de l'abominable Docteur Phibes
- Titre original : Dr. Phibes Rises Again
- Réalisation : Robert Fuest
- Scénario : Robert Fuest et Robert Blees
- Musique : John Gale
- Photographie : Alex Thomson
- Montage : Tristam Cones
- Direction artistique : Brian Eatwell
- Production : Samuel Z. Arkoff, Louis M. Heyward et James H. Nicholson
- Société de production : American International Pictures
- Sociétés de distribution : Anglo-EMI Film Distributors Ltd./MGM-EMI (Royaume-Uni) ; American International Pictures (États-Unis)
- Budget : 75 000 dollars (57 000 euros)
- Pays d'origine : Royaume-Uni, États-Unis
- Langue : anglais
- Format : Couleurs - 1,85:1 - Mono - 35 mm
- Genre : Comédie horrifique, fantastique et thriller
- Durée : 89 minutes
- Dates de sortie : juillet 1972 (États-Unis), 29 mai 1974 (France)

## Distribution
- Vincent Price (VF : Jacques Berthier (acteur)) : le docteur Anton Phibes
- Robert Quarry (VF : Philippe Ogouz) : Darius Biederbeck
- Peter Jeffrey (VF : Dominique Paturel) : l'inspecteur Trout
- Fiona Lewis (VF : Monique Thierry) : Diana Trobridge, la fille de Darius
- Hugh Griffith (VF : Jacques Dynam) : Harry Ambrose
- John Cater (VF : Pierre Trabaud) : Sir Wayne Waverley
- Gerald Sim (VF : Raoul Delfosse) : Hackett
- Lewis Fiander (VF : Serge Bourrier) : Baker
- John Thaw : Shavers
- Peter Cushing (VF : Jacques Torrens) : le capitaine du navire
- Beryl Reid : Miss Ambrose, la cousine d'Harry
- Terry-Thomas (VF : Bernard Dhéran) : Lombardo, le voyagiste
- Keith Buckley : Stewart
- Valli Kemp : Vulnavia
- Milton Reid : le valet de Biederbeck
- John Comer (VF : Michel Gudin) : l'officier du navire (non-crédité)

## Autour du film
- Le tournage a débuté le 6 décembre 1971 et s'est déroulé aux studios d'Elstree. Les scènes du désert furent quant à elles tournées en Espagne.
- Le film fait suite à L'Abominable Docteur Phibes (1971), également réalisé par Robert Fuest.
- Virginia North, qui interprétait Vulnavia dans le premier film, était enceinte au moment du tournage et ne pouvait donc pas reprendre son rôle.
- Plusieurs des personnages sont nommés d'après des musiciens de jazz : Bix Beiderbecke, Chet Baker, Charlie Shavers, Guy Lombardo, Bill Stewart...
- Il s'agit du dernier film de l'acteur Vincent Price pour le compte de la société de production American International Pictures.
- À noter, une petite apparition, non créditée, de Caroline Munro dans le rôle de Victoria Phibes.
- Terry-Thomas qui joue dans ce film le rôle de Lombardo, le voyagiste, joue le Dr. Longstreet l'une des victimes de Phibes dans L'Abominable Docteur Phibes (1971).

## Bande originale
- Over the Rainbow, composé par Harold Arlen
- You Stepped Out of a Dream, composé par Nacio Herb Brown et Gus Kahn

## Nominations et récompsenses
- Prix du meilleur réalisateur lors du Festival international du film de Catalogne en 1974.
- Le film a été en compétition au Festival international du film fantastique d'Avoriaz 1974.